# Upi du Sud
Upi du Sud est une localité de la province de Maguindanao, aux Philippines. En 2015, elle compte 40 178 habitants.